# Shota Kawanishi
Pour les articles homonymes, voir Kawanishi (homonymie).
Shota Kawanishi (川西 翔太, Kawanishi Shota) est un footballeur japonais né le 28 octobre 1988 à Nara. Il évolue au poste d'attaquant.

## Biographie
Avec les clubs du Gamba Osaka et du Montedio Yamagata, il joue 33 matchs en première division japonaise, inscrivant quatre buts.
Il dispute également une rencontre en Ligue des champions d'Asie avec le Gamba Osaka.

## Palmarès
- Champion du Japon de D2 en 2013 avec le Gamba Osaka